# Melnik, Bulgaria
Melnik (în bulgară Мелник) este un oraș în Obștina Sandanski, Regiunea Blagoevgrad, Bulgaria.

## Demografie
Componența etnică a orașului Melnik
     Bulgari (95,85%)
     Nicio identificare (4,14%)
     Altele (0%)
La recensământul din 2011, populația orașului Melnik era de 217 locuitori. Din punct de vedere etnic, majoritatea locuitorilor (95,85%) erau bulgari. Pentru 4,14% din locuitori nu este cunoscută apartenența etnică.